# Charles Wordsworth
Pour les articles homonymes, voir Wordsworth.
Charles Wordsworth (22 août 1806 - 5 décembre 1892)  est évêque de St Andrews, Dunkeld et Dunblane en Écosse. Il est un érudit classique et enseigne dans des écoles publiques en Angleterre et en Écosse. Il est rameur, joueur de cricket et athlète et il lance à la fois le match de cricket universitaire en 1826 et la course d'aviron entre Oxford et Cambridge en 1829.

## Jeunesse et éducation
Wordsworth est né à Lambeth, fils du révérend Christopher Wordsworth et un neveu du poète William Wordsworth. Son père est théologien anglican et érudit. Il fait ses études à Harrow School où il a pour amis Charles Merivale et Richard Chenevix Trench. Il est dans le onze de cricket de Harrow pour les premiers matchs réguliers avec Eton (1822) et Winchester (1825). Il va ensuite à Christ Church, Oxford où il remporte le verset latin du chancelier à Oxford en 1827, et l'essai latin en 1831, et obtient une première classe de lettres classiques. Grâce à son contact continu avec Merivale à l'Université de Cambridge, il est crédité d'avoir provoqué le premier match d'Oxford et de Cambridge en 1827  dans lequel il est capitaine d'Oxford et prend sept guichets. Encore une fois avec Merivale et ses contacts de Cambridge, il lance la première course de bateaux universitaire en 1829. Il joue au cricket dans le match universitaire en 1829 et rame dans l'équipage gagnant d'Oxford lors de la course de bateaux.

## Carrière d'enseignant
De 1830 à 1833, Wordsworth enseigne et a comme élèves un certain nombre d'hommes connus, dont William Gladstone et le cardinal Manning. Il voyage ensuite à l'étranger au cours de 1833-1834, et après un an comme tuteur à Christ Church (1834-1835) est nommé deuxième maître au Winchester College. Il a auparavant pris les ordres sacrés, bien qu'il ne soit devenu prêtre qu'en 1840, et il a une forte influence religieuse auprès des garçons.
En 1839, il publie sa Grammaire grecque, qui a un grand succès. En 1846, cependant, il démissionne; et accepte ensuite la direction du Trinity College, Glenalmond, la nouvelle école publique épiscopale écossaise et le collège de théologie, où il reste de 1847 à 1854, ayant un grand succès éducatif à tous égards; bien que ses opinions sur les questions de l'Église écossaise l'aient amené à s'opposer à Gladstone sur certains points importants .

## Carrière ecclésiastique
En 1852, Wordsworth est élu évêque de St Andrews, Dunkeld et Dunblane, et est consacré à Aberdeen au début de l'année suivante. Il est un fervent partisan de l'establishment, mais conciliant envers les églises libres, ce qui l'amène dans de nombreuses controverses. Il est un écrivain productif et fait partie de la compagnie des réviseurs du Nouveau Testament (1870-1881), parmi lesquels il affiche une tendance conservatrice .
En 1864, son livre On Shakspeare's Knowledge and Use of the Bible est publié à Londres .
Wordsworth est mort à St Andrews et est enterré dans le cimetière oriental contre le mur nord (qui est adossé au terrain de la cathédrale).

## Famille
Wordsworth se marie deux fois, une première fois en 1835 avec Charlotte Day (décédée en 1839) et puis une nouvelle fois en 1846 avec Katherine Mary Barter (décédée en 1897). Il a treize enfants en tout. Il est le frère aîné de Christopher Wordsworth, évêque de Lincoln et l'oncle de John Wordsworth, évêque de Salisbury.